# خواننده ورشویی
خوانندهٔ ورشویی (لهستانی: Pieśniarz Warszawy) یک فیلم کمدی به کارگردانی میخاو واشینسکی است که در سال ۱۹۳۴ منتشر شد.

## بازیگران
- ماریا گورجینسکا
- ائوگنیوش بودو
- میخاو زنیچ
- ویکتور بیگانسکی
- باربارا گیلفسکا
- استانیسواف واپینسکی
- ووادیسواف والتر
- هنریک ژنتوفسکی
- لودویک فریتشه
- ائوگنیوش کوشوتسکی